# Чобенуш
Чобенуш (рум. Ciobănuș) — село у повіті Бакеу в Румунії. Входить до складу комуни Асеу.
Село розташоване на відстані 223 км на північ від Бухареста, 47 км на захід від Бакеу, 124 км на південний захід від Ясс, 104 км на північний схід від Брашова.

## Населення
За даними перепису населення 2002 року у селі проживали 587 осіб, усі — румуни. Усі жителі села рідною мовою назвали румунську.